# Same Jeans
Same Jeans is een nummer van de Schotse indierockband The View uit 2007. Het is de derde single van hun debuutalbum Hats Off to the Buskers.
Ondanks dat het nummer een refrein mist, werd het toch vaker op de radio gedraaid dan de eerdere singles van The View. Het nummer bereikte de 3e positie in het Verenigd Koninkrijk, waarmee het de grootste hit werd voor de op dat moment piepjonge band. In Nederland is "Same Jeans" het eerste nummer dat The View op single uitbracht. Hoewel het er geen hitlijsten bereikte, geniet het er wel bekendheid en wordt het tot op de dag van vandaag nog steeds gedraaid door alternatieve muziekzenders.